# Jaujac
Jaujac – miejscowość i gmina we Francji, w regionie Owernia-Rodan-Alpy, w departamencie Ardèche.
Według danych na rok 1990 gminę zamieszkiwało 1020 osób, a gęstość zaludnienia wynosiła 42 osoby/km² (wśród 2880 gmin regionu Rodan-Alpy Jaujac plasuje się na 767. miejscu pod względem liczby ludności, natomiast pod względem powierzchni na miejscu 352.).

## Galeria

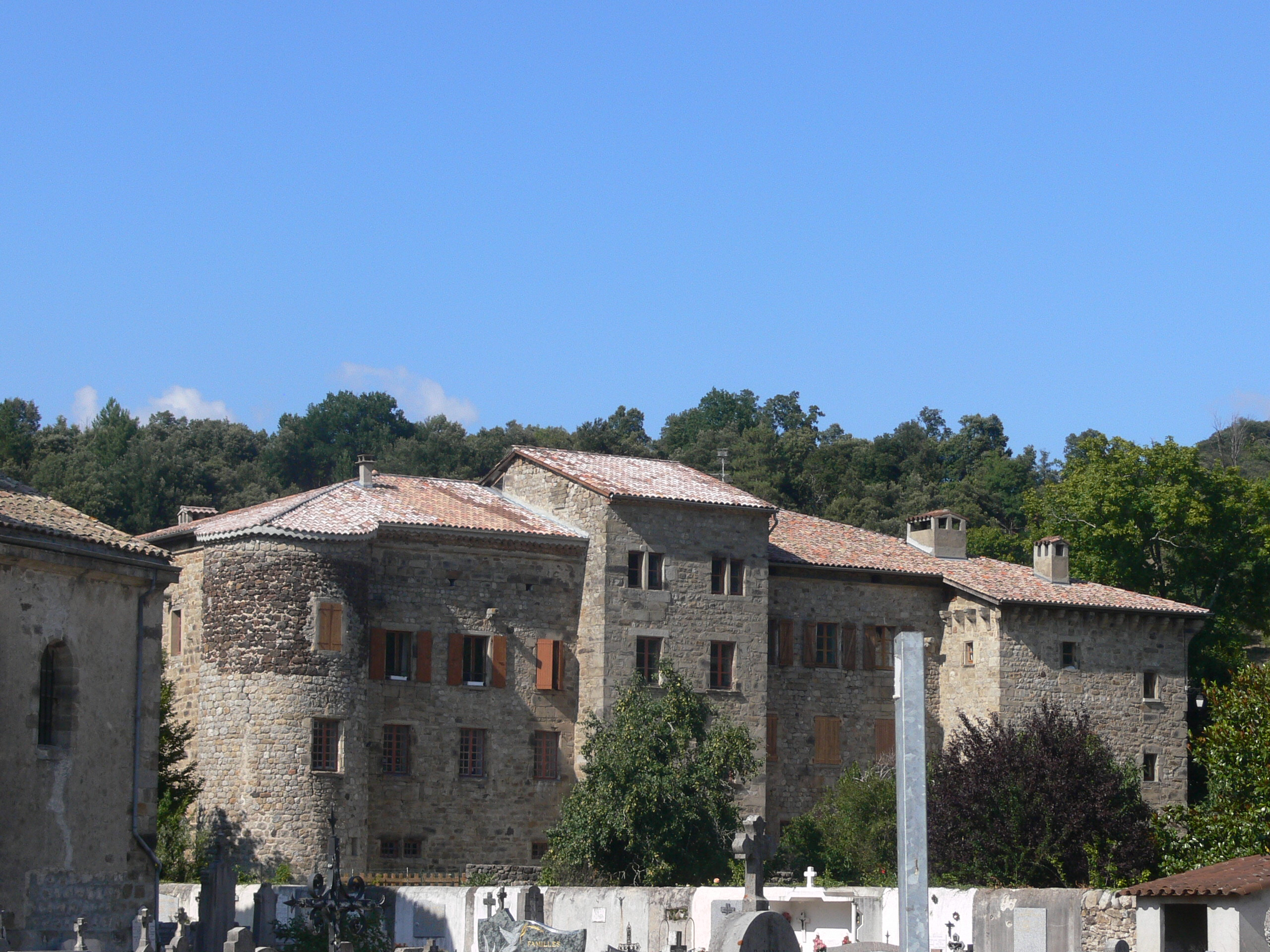
Zamek Castreveille (2011)
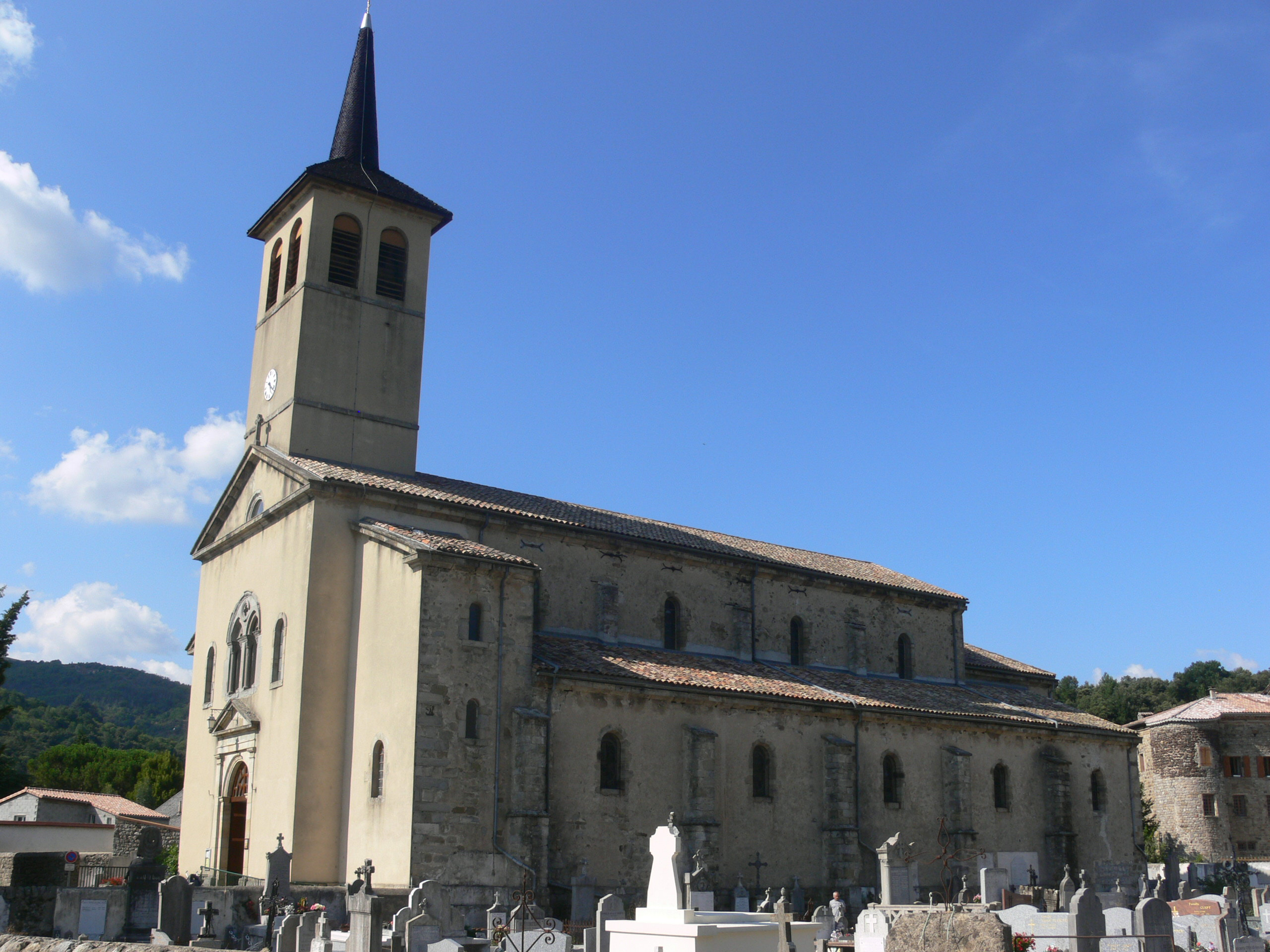
Kościół św. Boneta (2011)